# 2-я Подрезковская улица
Втора́я Подре́зковская у́лица, 2-я Подре́зковская у́лица — улица на севере Москвы, в Новоподрезково Молжаниновского района Северного административного округа, параллельно Ленинградскому шоссе до 1-й Сестрорецкой улицы.
Транслитерация, названия улицы — Vtoraya Podrezkovskaya ulicza.

## Происхождение названия
Названа в 1986 году возможно по посёлку (позже рабочему посёлку) Подрезково или платформе «Подрезково» Ленинградского направления Московской железной дороги, открытой в 1916 году на земле, которой в начале XX века возможно владел Н. А. Подрезков. Ранее — Горького улица в бывшем подмосковном посёлке городского типа Новоподрезково, частично (8 улиц) вошедшего в состав Москвы в 1985 году.

## Описание
2-я Подрезковская улица начинается от юго-восточного края бывшего посёлка городского типа Новоподрезково (ныне микрорайон), от Новодмитровского микрорайона, проходит на северо-запад параллельно 1-й Подрезковской (справа) и 3-й Подрезковской (слева) улицам, поворачивает на юго-запад и выходит на 1-ю Сестрорецкую Города-Героя. Путепровод над Ленинградским шоссе через 2-ю Подрезковскую улицу связывает микрорайон Новоподрезково с основной территорией Москвы.

## Транспорт

### Автобусы
По улице проходят автобусы 50, 283, 465, 484, 865.

### Железнодорожный транспорт
Ближайшая железнодорожная станция (платформа) «Новоподрезково» на главном ходу Ленинградского направления Октябрьской железной дороги, между станциями Молжаниново и Подрезково.